# Траба (род)
Траба (галис. и исп. Traba), или Трава (порт. Trava) — знатный дворянский род Королевства Галисия, который имел большую экономическую и политическую власть в XI—XII веках. Среди потомков рода Траба числятся многочисленные монархи из других европейских стран.

## Происхождение
Первым хорошо документированным членом линии Трабы был Фройла Бермудес или Вермудес или Веремундес. Он приобретает известность примерно в 1060 году, когда участвует в судебных разбирательствах монастыря Сан-Мартин-де-Хубия (исп.) (Хубия, в современном муниципалитете Нарон), где монахи считали его «dominus noster». Он сделал великолепные пожертвования монастырю и после смерти в 1091 году был похоронен там в торжественной церемонии, на которой присутствовали два епископа.
Некоторые из его потомков и многие более поздние испанские генеалоги пытались найти предков Фройлы среди королевских или дворянских родов. Он был сделан внуком графа Менендо Гонсалеса (ок. 945—1008), графа Галисии и Португалии, регента во время малолетства короля Галисии и Леона Альфонсо V. Фрай Креспо де Посо, например, считал, что Фройла Бермудес происходит от крупного галисийского рода Менендес. Документы, поданные в монастырь Собрадо, основной источник информации о роде Траба, не подтверждают ни одну из этих двух гипотез. Еще более амбициозный историк сделал Фройлу праправнуком Рамона, Романа, Раймунда или Раймонда, предполагаемого сына, законного или внебрачного сына короля Астурии Фруэлы I (757—768). Согласно Баррау-Дихиго (стр. 246) такого сына никогда не существовало.

## Территории
Владения Фройлы Бермудеса охватывали большую часть современной провинции Ла-Корунья, за исключением церковных поместий Сантьяго и Собрадо. Они включали земли Галисии, расположенные к северу от реки Тамбре (исп.). Его потомки расширили эти владения, чтобы составить средневековое графство Траба (или Трава), которое простиралось от Финистерре на юго-западе до Ортигейры на востоке, включая районы долины Вимьянсо, Бригантиньос, Сонейра и другие.
Фрола Бермудес сражался с маврами, и (хотя наверняка вассал королей Галисии, проживающих в Леоне) нет никаких свидетельств того, что он занимал какие-либо королевские должности. Эта ситуация резко изменится с его детьми и внуками.

## Родословная Траба
Первым графом Траба, упомянутым в документе от 28 марта 1098 года, был Педро Фройлас де Траба (сын Фройлы Бермудеса), который ранее был графом Феррейра (Феррария, на латыни того времени, городок района Бригантиньос), а затем первым графом Галисии до своей смерти в 1128 году. Его сын, Фернандо Перес де Траба, имел огромное влияние в Португальском графстве.

## Галерея
- Владения рода Траба в Галисии (заштриховано).
- Педро Фройлас де Траба
- Бермудо (Вермудо) де Траба